# Psychotria carthagenensis
Psychotria carthagenensis är en måreväxtart som beskrevs av Nikolaus Joseph von Jacquin. Psychotria carthagenensis ingår i släktet Psychotria och familjen måreväxter. Inga underarter finns listade i Catalogue of Life.